# Вацлав Гладкий
Вацлав Гладкий (чеськ. Václav Hladký, нар. 14 листопада 1990, Брно) — чеський футболіст, воротар англійського клубу «Бернлі». Виступав також за низку чеських і закордонних клубів.

## Клубна кар'єра
Вацлав Гладкий народився 1990 року в місті Брно. Грав у низці чеських юнацьких команд. У 2006 році отримав запрошення до команди «Збройовка», спочатку грав за другу команду клубу, звідки його двічі віддавали в оренду до клубу «Бржецлав» та ще раз до клубу «Спартак» (Брно). У 2012 році став гравцем головної команди клубу «Збройовка», де став основним воротарем, та грав до 2015 року.
У 2015 році Гладкий став гравцем команди «Слован», у якому переважно був другим воротарем, та грав у складі ліберецької команди до 2019 року. У 2019 році воротар перейшов до шотландського клубу «Сент-Міррен», у якому грав до 2020 року. З 2020 до 2021 року чеський футболіст виступав у нижчоліговому англійському клубі «Солфорд Сіті». З 2021 до 2024 року Гладкий грав у складі іншої англійської команди «Іпсвіч Таун», з якою вийшов до Чемпіоншипу. З 2024 року чеський воротар грає в іншій команді англійського Чемпіоншипу «Бернлі», де став запасним воротарем.

## Виступи за збірні
У 2005 році Вацлав Гладкий дебютував у складі юнацької збірної Чехії, загалом на юнацькому рівні взяв участь у 30 іграх, пропустивши 30 голів.